# Байраківський Анатолій Іванович
Анато́лій Іва́нович Байракі́вський (* 1935) — український науковець, кандидат історичних наук, професор (1996), доктор філософії, академік Української академії наук, член Міжнародної академії наук.

## Життєпис
Народився 1935 року в селі Бурківці (Тетіївський район, Київська область). 1950-го закінчив Бурківецьку 7-річну школу і працював на різних роботах у колгоспі «Здобуток Жовтня» слюсарем Кашперівського цукрового комбінату, помічником комбайнера, шофером Тетіївського МТС. Протягом 1954—1955 років проходив строкову службу в РА. В 1955—1957 роках — на освоєнні цілинних земель Казахстану, працюючи комбайнером, шофером Веселоподольської МТС Урицького району Кустанайської області. В 1957—1971 роках — завідувач сільським клубом, директор районного будинку культури, завідувач Тетіївського районного відділу культури. Цього часу було створено історико-краєзнавчий музей, розпочато будівництво пам'ятника загиблим воїнам у роки війни (сучасний Курган Слави), духовий оркестр Тетіївського РБК удостоєний звання народного.
1964 року закінчив Київське культурно-освітнє училище, 1970-го — заочно Київський державний університет ім. Т. Г. Шевченка (за спеціальністю історія; дипломна робота згодом стала кандидатською дисертацією), 1973-го — Вищу партійну школу при ЦК Компартії України.
В 1973—1974 роках працював інструктором організаційного відділу Вишгородського райкому партії Київської області. Протягом 1974—1978 років — завідувач відділу наукової роботи Українського державного музею історії Великої Вітчизняної війни.
З 1978 року — асистент, старший викладач, доцент, завідувач кафедри гуманітарних наук Київського філіалу Одеського електротехнічного інституту зв'язку ім. О. С. Попова. 1980 року здобув ступінь кандидата історичних наук з 1993-го — доктор філософії. Від 1996 року — завідувач кафедри, професор Військовий інститут телекомунікацій та інформатизації|Київського інституту зв'язку. Від 2001 року — проректор з гуманітарних питань та виховання Державного університету інформаційно-комунікаційних технологій.
З 2004 року — академік Української академії наук дійсний член Міжнародної академії інформатизації.
Опубліковано понад 100 його наукових робіт з питань історії України, філософії, політології та культурології.

### Нагороди та відзнаки
- орденом Трудового Червоного Прапора (1971)
- 5 медалей
- Почесний зв'язківець України
- Відмінник освіти України
- нагрудний знак «За відмінну роботу в галузі культури» (1970)
- нагрудний знак Міністерства освіти СРСР «За відмінні успіхи в роботі» у галузі освіти (1990)
- почесна грамота Кабінету Міністрів України (2002).